# Чабаровка
Чабаровка (укр. Чабарівка) — село в Васильковецкой сельской общине Чортковского района Тернопольской области Украины.
До 2020 года входило в Гусятинский район.
Код КОАТУУ — 6121689301. Население по переписи 2001 года составляло 1200 человек.

## Географическое положение
Село Чабаровка находится на берегу реки Чабаровка,
ниже по течению на расстоянии в 3 км расположено село Суходол.
Через село проходят автомобильная дорога Т-2011 и
железная дорога, станция Чабаровка.

## История
- Село известно с 1648 года.

## Объекты социальной сферы
- Школа I—II ст.
- Клуб.
- Фельдшерско-акушерский пункт.

## Достопримечательности
- Братская могила советских воинов.